# گرجی عبادیا

گرجی عبادیا (راست) در کنار کارگردان و بازیگر اسرائیلی اوری زُهار (چپ)

گرجی عُبادیا (زاده ۱۲۹۶ – درگذشته ۱۳۷۵) کارگردان، فیلم‌نامه‌نویس، تهیه‌کننده و هنرپیشه زاده عراق بوده‌است (جمال امید در کتاب تاریخ سینمای ایران به اشتباه ذکر کرده که او از مصر به ایران مهاجرت کرده بود) که از اوایل دهه ۱۳۳۰ تا اواسط دهه ۱۳۴۰ در سینمای ایران فعالیت داشت. وی در سال ۱۳۳۵ استودیو اطلس فیلم را تأسیس کرد. پس از آن و به دنبال تولید نخستین محصول سینمایی مشترک ایران و اسرائيل با نام بندرگاه عشق، با مهاجرت به اسرائیل به فعالیت‌های فیلم‌سازی خود در این کشور تا سال ۱۳۶۳ تحت نام جورج عُووادیا ادامه داد.
او ظاهراً در ابتدای فعالیت در سینمای ایران از نام مستعار احمد فهمی استفاده می‌کرد. 
اکثر فیلم‌های عبادیا به ژانر ملودرام تعلق دارند و فیلم‌هایی که در اسرائیل کارگردانی کرده جزو bourekas film یا فیلم‌های بورکی - تلفیقی از کمدی و ملودرام عامه‌پسند- قرار می‌گیرند.

## بازیگر
- دختر ساری (۱۳۴۲)
- فرشته فراری (۱۳۳۹)
- یعقوب لیث صفاری (۱۳۳۶)
- شاهین طوس (۱۳۳۳)
- بی پناه (۱۳۳۲)

## کارگردان
- خاله آرژانتینی من(۱۳۶۳)
- نوریت ۲(۱۳۶۲)
- دختر حومه نشین(۱۳۵۸)
- سرگرمی ساز نیمه‌شب(۱۳۵۶)
- خیابان شماره شصت(۱۳۵۵)
- ساریت(۱۳۵۳)
- روز داوری (۱۳۵۳)
- به من می‌گن شمیل (۱۳۵۲)
- نوریت (۱۳۵۱)
- ناخچا و ژنرال (۱۳۵۱)
- فیشکه به جنگ می‌رود (۱۳۵۰)
- آریانا (۱۳۵۰)
- بندرگاه عشق (۱۳۴۶)
- گناه والدین (۱۳۴۶)
- گناه من چیست (۱۳۴۳)
- دختر ساری (۱۳۴۲)
- طلاق (۱۳۴۲)
- مکر ابلیس (۱۳۴۱)
- بیم و امید (۱۳۳۹)
- دختری از اصفهان (۱۳۳۹)
- فرشته فراری (۱۳۳۹)
- آقای شانس (۱۳۳۸)
- دست تقدیر (۱۳۳۸)
- غروب عشق (۱۳۳۴)
- بی پناه (۱۳۳۲)

## نویسنده
- نوریت ۲(۱۳۶۲)
- سرگرمی ساز نیمه‌شب(۱۳۵۶)
- نوریت (۱۳۵۱)
- دختر ساری (۱۳۴۲)
- بندرگاه عشق (۱۳۴۶)
- گناه من چیست (۱۳۴۳)
- دختر ساری (۱۳۴۲)
- بیم و امید (۱۳۳۹)
- دختری از اصفهان (۱۳۳۹)
- فرشته فراری (۱۳۳۹)
- دست تقدیر (۱۳۳۸)
- غروب عشق (۱۳۳۴)

## تهیه‌کننده
- خاله آرژانتینی من(۱۳۶۳)
- نوریت ۲(۱۳۶۲)
- ساریت(۱۳۵۳)
- روز داوری (۱۳۵۳)
- به من می‌گن شمیل (۱۳۵۲)
- نوریت (۱۳۵۱)
- گناه من چیست (۱۳۴۳)
- دختر ساری (۱۳۴۲)
- گربه وحشی (۱۳۴۱)
- مکر ابلیس (۱۳۴۱)
- انسان پرنده (۱۳۴۰)
- بیم و امید (۱۳۳۹)
- دختری از اصفهان (۱۳۳۹)
- فرشته فراری (۱۳۳۹)
- دست تقدیر (۱۳۳۸)
- دشمن زن (۱۳۳۷)
- غروب عشق (۱۳۳۴)

## تدوین
- دختر ساری (۱۳۴۲)